# Lê Văn Tân (cầu thủ bóng đá)
Lê Văn Tân (tên khai sinh là Jonathan Quartey; sinh ngày 30 tháng 7 năm 1984) là một cựu cầu thủ bóng đá người Ghana nhập quốc tịch Việt Nam.

## Sự nghiệp
Lê văn Tân bắt đầu sự nghiệp bóng đá của mình tại câu lạc bộ Liberty Professionals của giải ngoại hạng Ghana. Năm 2003, anh được triệu tập lên đội tuyển quốc gia Ghana. Ngày 15 tháng 2 năm 2003, anh ra mắt đội tuyển khi vào sân thay người trong trận giao hữu gặp Benini.
Năm 2007, anh chuyển đến Việt Nam thi đấu cho Khánh Hòa tại V.League. Sau đó, anh chuyển sang Hà Nội ACB của bầu Kiên và nhập quốc tịch Việt Nam vào tháng 5 năm 2011.